# Поплавники
Попла́вники — село в Україні, у Івано-Франківському районі Івано-Франківської області. Входить до складу Галицької міської громади.

## Історія
Перша згадка в письмових джерелах датується 18 лютого 1437 року.
У податковому реєстрі 1515 року в селі документується 1 лан (близько 25 га) оброблюваної землі та ще 3 лани тимчасово вільної.
У 1939 році в селі мешкало 560 осіб (550 українців-грекокатоликів і 10 українців-римокатоликів).

## Населення

### Мова
Розподіл населення за рідною мовою за даними перепису 2001 року:
| Мова       | Кількість | Відсоток |
| ---------- | --------- | -------- |
| українська | 273       | 100%     |

## Відомі люди
- Ярицький Степан Дмитрович — командир сотні УПА «Звірі», лицар Бронзового хреста бойової заслуги УПА. Загинув у селі.